# Etizolam
Etizolam (comercializado sob várias marcas) é um derivado da tienodiazepina que é um análogo da benzodiazepina. A molécula de etizolam difere de uma benzodiazepina porque o anel de benzeno é substituído por um anel de tiofeno e o anel de triazol é fundido, tornando a droga uma tienotriazolodiazepina. Possui propriedades amnésicas, ansiolíticas, anticonvulsivantes, hipnóticas, sedativas e relaxantes muscular.
Foi patenteado em 1972 e aprovado para uso médico em 1983.

## Usos médicos
- Tratamento de curto prazo da insônia.[9]

## Efeitos colaterais
O uso a longo prazo pode resultar em blefarospasmos. Doses de 4 mg ou mais podem causar amnésia anterógrada. Em casos raros, ocorreram lesões cutâneas de eritema anular centrifugo.

### Tolerância, dependência e retirada
A interrupção abrupta ou rápida do etizolam, assim como ocorre com os benzodiazepínicos, pode resultar em síndrome de abstinência, incluindo insônia e ansiedade de rebote. A síndrome neuroléptica maligna, um evento raro na suspensão dos benzodiazepínicos, foi documentada em um caso de suspensão abrupta do etizolam. Isso é particularmente relevante devido à curta meia-vida do etizolam em relação aos benzodiazepínicos, como o diazepam, resultando em uma redução mais rápida dos níveis plasmáticos do medicamento.
Em um estudo que comparou a eficácia do etizolam, alprazolam e bromazepam para o tratamento do transtorno de ansiedade generalizada, todos os três medicamentos foram eficazes por 2 semanas, mas o etizolam foi mais eficaz entre a segunda e quarta semanas. A administração de 0.5mg de etizolam duas vezes ao dia não induziu déficits cognitivos ao longo de 3 semanas quando comparado ao placebo.
Quando doses múltiplas de etizolam, ou lorazepam, foram administradas em ratos, o lorazepam causou regulação negativa dos locais de ligação da alfa-1 benzodiazepina (tolerância/dependência), enquanto o etizolam causou um aumento nos locais de ligação da alfa-2 benzodiazepina (tolerância reversa aos efeitos ansiolíticos). Foi observada tolerância aos efeitos anticonvulsivantes do lorazepam, mas não foi observada tolerância significativa aos efeitos anticonvulsivantes do etizolam. O etizolam, portanto, tem um risco reduzido de induzir tolerância e dependência, em comparação com os benzodiazepínicos clássicos.

## Farmacologia
O etizolam absorvido rapidamente, com níveis plasmáticos máximos alcançados entre 30 minutos e 2 horas. O etizolam possui propriedades hipnóticas potentes, e é comparável a outros benzodiazepínicos de ação curta. O etizolam atua como um agonista completo no receptor de benzodiazepina. Os principais metabólitos do etizolam em humanos são o alfa-hidroxietizolam e o 8-hidroxietizolam. O alfa-hidroxietizolam é farmacologicamente ativo e tem meia-vida de aproximadamente 8,2 horas.

## Interações medicamentosas
O itraconazol e a fluvoxamina diminuem a taxa de eliminação do etizolam, levando ao acúmulo de etizolam e aumentando, portanto, seus efeitos farmacológicos. A carbamazepina acelera o metabolismo do etizolam, resultando em efeitos farmacológicos reduzidos.

## Overdose
Foram notificados casos de suicídio intencional por overdose com etizolam em combinação com agonistas GABA. Embora o etizolam tenha um LD50 mais baixo do que certos benzodiazepínicos, este ainda está muito além da dose prescrita ou recomendada. O flumazenil, um agente antagonista do GABA usado para reverter as overdoses de benzodiazepínicos, inibe o efeito do etizolam, bem como dos benzodiazepínicos clássicos, como o diazepam e o clordiazepóxido.
As mortes por overdose de etizolam estão aumentando – por exemplo, o relatório dos Registros Nacionais da Escócia sobre mortes relacionadas com drogas, implicou 548 mortes por Etizolam 'de rua' em 2018, quase o dobro do número de 2017 (299). As 548 mortes foram 45% de todas as mortes relacionadas a drogas na Escócia em 2018.[[Imagem:PureEtizolam.jpg|miniaturadaimagem| Pó de Etizolam com teor de pureza por volta de 98%. Esta quantidade é de aproximadamente 150 mg e, portanto, é equivalente a 150 doses padrão.